# Pritzhagen
Pritzhagen mit dem Wohnplatz Tornow ist ein Ortsteil von Bollersdorf in der Gemeinde Oberbarnim im Brandenburger Landkreis Märkisch-Oderland. Das 1300 erstmals urkundlich erwähnte Dorf liegt auf dem südöstlichen Barnim im Naturpark Märkische Schweiz und hatte 2010 rund 95 Einwohner. Verwaltet wird Pritzhagen vom Amt Märkische Schweiz.
Das Landgut Pritzhagen war über Jahrhunderte im Besitz verschiedener märkischer Adelsfamilien. Mit denkmalgeschützten und sanierten Feldsteinbauten ist das Dorf Teil der Oberbarnimer Feldsteinroute. Aufgrund seiner landschaftlichen Besonderheiten wie dem Naturdenkmal Wurzelfichte am Sophienfließ, Kehlen (Erosionsschluchten) wie der Wolfsschlucht im Barnimhang zum Stobbertal oder Seen wie dem Großen und Kleinen Tornowsee wurde das Dorf 2007 als „Naturparkgemeinde im Naturpark Märkische Schweiz“ ausgezeichnet.

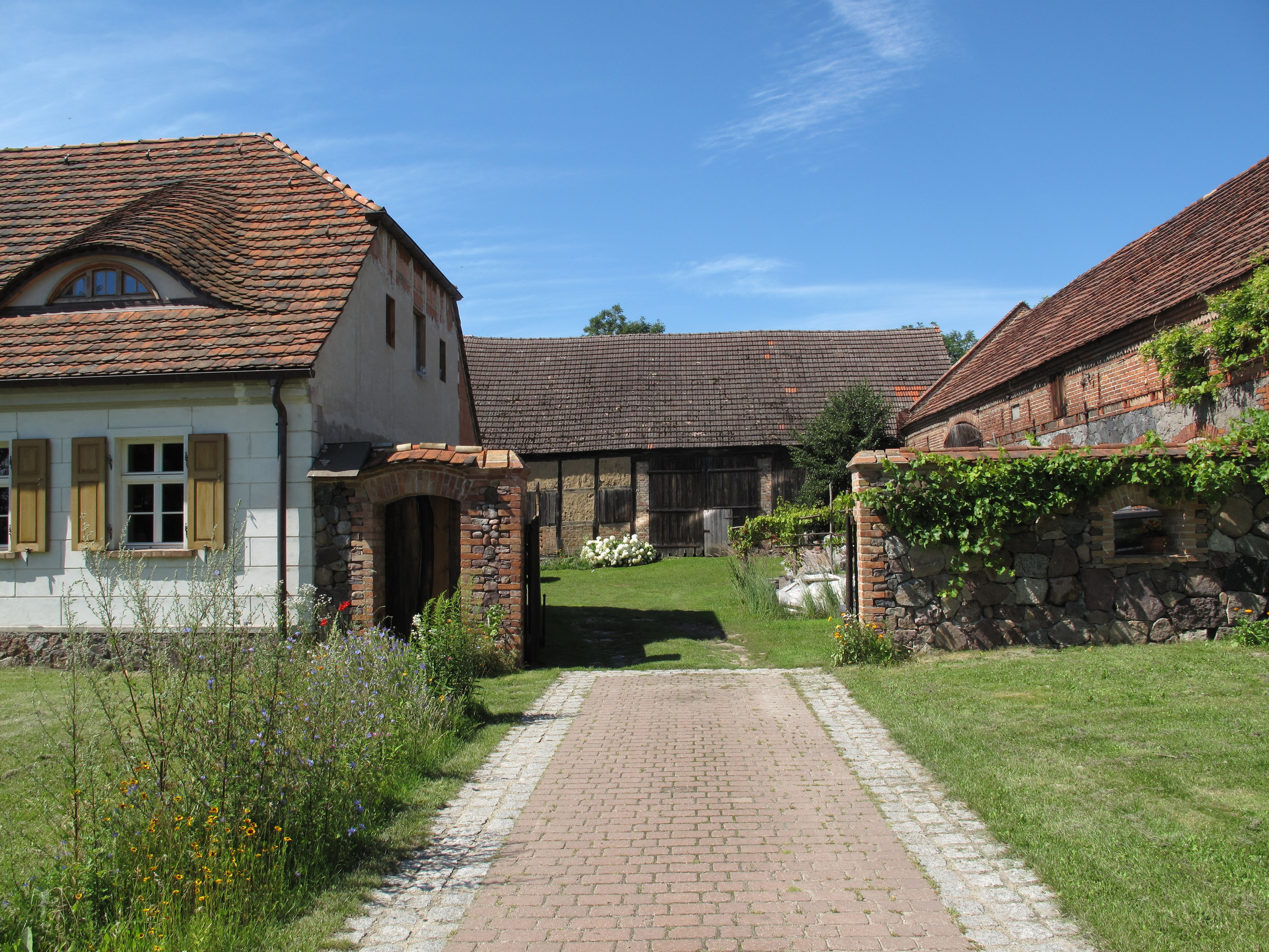
Mit Wohnhaus, Stallgebäude, Scheune und Feldstein-Einfriedung denkmalgeschützte Hofanlage

## Geographie

### Lage und Verkehrsanbindung
Pritzhagen befindet sich auf dem südöstlichen Barnim. Die Gemarkung des Dorfs grenzt im Südwesten, weitgehend entlang des Sophienfließes, an Bollersdorf und im Nordwesten an Grunow. Im Norden schließt sich Ihlow an. Im Osten folgt Reichenberg, ein Ortsteil der Gemeinde Märkische Höhe. Im Süden schließt die Gemarkung den Barnimhang zum Stobbertal ein. Die Grenze verläuft hier weitgehend und von Ufer zu Ufer wechselnd entlang des Flusses, das südlich anschließende Gebiet gehört zu Buckow. In der südöstlichsten Ecke Pritzhagens liegt am Nordufer des Großen Tornowsees Tornow, ein ehemaliges Landgut mit einem Herrenhaus von 1912, das heute in die sonderpädagogische „Schule am Tornowsee“ und das „Gästehaus Tornow am See“, das im Rahmen des Hotelbetriebs Arbeitstrainings- und Berufliche Rehabilitationsmaßnahmen durchführt, aufgeteilt ist. Rund dreihundert Meter östlich von Tornow folgt am Stobber die Pritzhagener Mühle. Die 1375 erstmals erwähnte und nach ihrer Zerstörung im Dreißigjährigen Krieg 1650 wiederaufgebaute Mühle erhielt bereits 1827 die königliche Schankerlaubnis und gilt als älteste Gaststätte der Märkischen Schweiz.
Das Dorf Pritzhagen befindet sich im mittleren Ostteil der Gemarkung, nahe der Grenze zu Reichenberg und in direkter Nachbarschaft zum Reichenberger Wohnplatz Julianenhof mit dem Fledermaus-Museum Julianenhof. Im Straßennetz ist der Ort ausschließlich über eine Stichstraße zu erreichen, die von der Landesstraße 34 über den Dorfkern Pritzhagens nach Süden bis Tornow verläuft. Die Landesstraße bindet Pritzhagen quer durch den Naturpark Märkische Schweiz nach Westen über Bollersdorf an die Bundesstraße 168 und nach Nordosten über Reichenberg, Ringenwalde und Karlsdorf an die Bundesstraße 167 bei Altfriedland an. Der Öffentliche Personennahverkehr fährt das Dorf nur an Schultagen an; Pritzhagen ist in den Sommermonaten an Wochenend- und Feiertagen mit der Ausflugslinie Märkische Schweiz A930 von den Bahnhöfen Strausberg oder Seelow-Gusow aus zu erreichen. Vor allem im Südteil der Gemarkung gibt es mehrere Wanderwege, unter anderem den Poetensteig und den Europäischen Fernwanderweg E11, der auf direktem Weg durch das Stobbertal nach Buckow beziehungsweise in die entgegengesetzte Richtung nach Neuhardenberg führt. Durch Pritzhagen und Tornow verläuft zudem die am 22. April 2012 eröffnete Oberbarnimer Feldsteinroute.

### Naturraum
Zu Geomorphologie, Naturschutz, Flora und Fauna siehe ausführlich Hauptartikel Großer Tornowsee

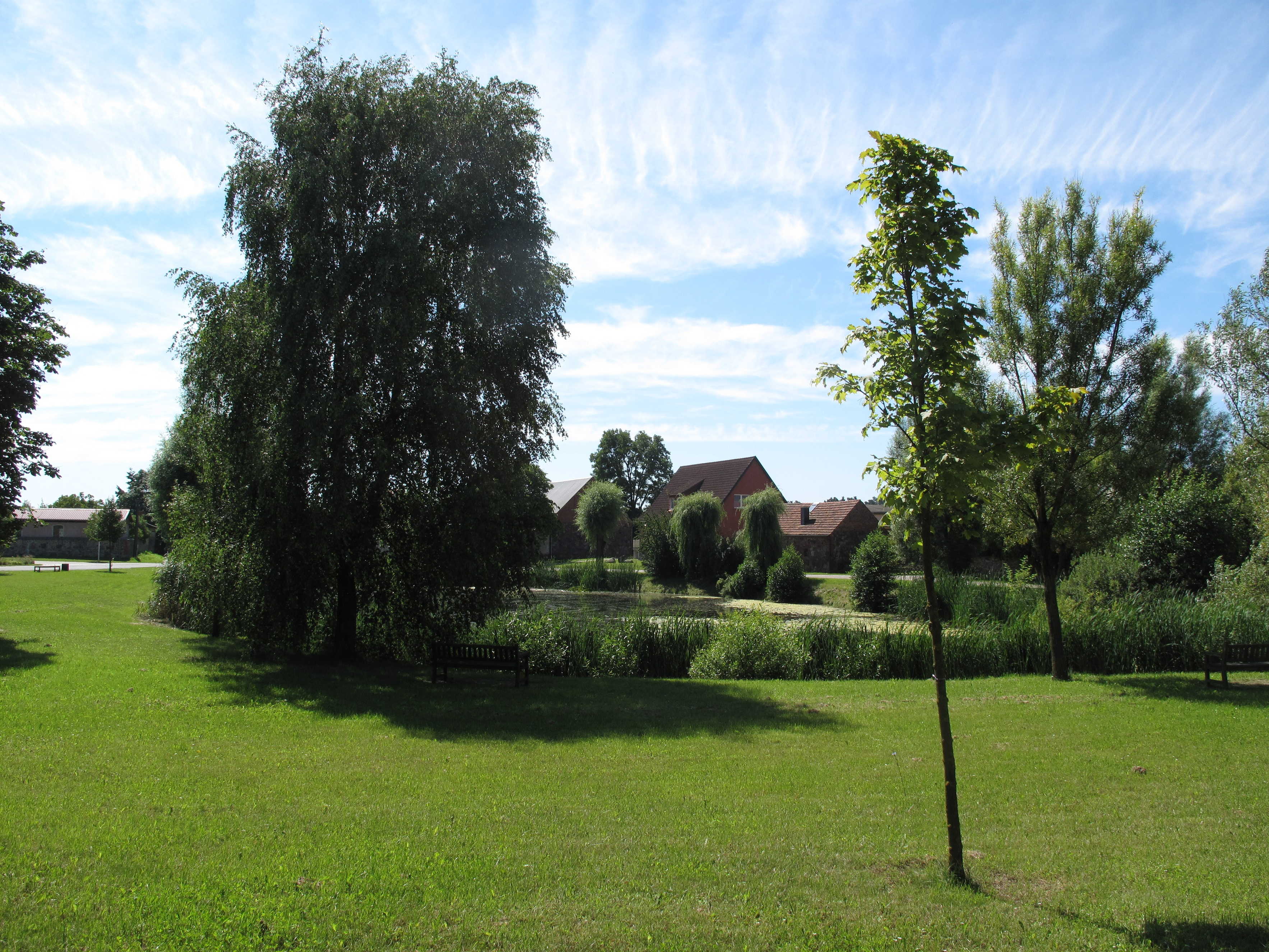
2004 sanierter Dorfanger mit Dorfteich

Theodor Fontane schrieb in den Wanderungen durch die Mark Brandenburg (Band 2, Oderland) 1863: Pritzhagen bedeutet wenig, seine Berge und Schluchten jedoch bedeuten viel, selbst seine »Kehlen«.
Der südöstliche Barnimhang ist im Bereich Pritzhagens als Stauchmoräne ausgebildet, die während der saalezeitlichen Eisvorstöße durch eine zum Teil kräftige Stauchung (Störung) der älteren Sedimente im Untergrund des Barnim zwischen den auch heute noch besonders hoch gelegenen Freienwalder Höhen (auch als Wriezener Höhe bezeichnet) und dem Buckower Kessel entstand. Neben älteren eiszeitlichen Ablagerungen wurde großflächig Material aus dem Tertiär in die Stauchmoränen eingepresst. Das für Brandenburger Verhältnisse vergleichsweise reliefstarke Gebiet ist von tiefen Kehlen wie der Silberkehle oder der Wolfsschlucht durchzogen. Die Silberkehle oberhalb des Großen Tornowsees erstreckt sich bis zum Dachsberg (106 m ü. NN), dem nordwestlich der Krugberg folgt, mit 129 Metern die höchste Erhebung der Märkischen Schweiz. Am Ostrand des Pritzhagener Forstes gelegen, bietet sich vom Krugberg ein freier Blick auf das östlich liegende Dorf. Der Südbereich Pritzhagens ist im kohärenten europäischen ökologischen Netz besonderer Schutzgebiete zur Erhaltung der natürlichen Lebensräume sowie der wildlebenden Tiere und Pflanzen Natura 2000 als FFH-Gebiet „Tornowseen-Pritzhagener Berge“ ausgewiesen. Der Steckbrief des Bundesamtes für Naturschutz (BfN) enthält für das 682 Hektar umfassende Gebiet unter der Nummer 3450-306 folgende Beschreibung:

„Reich strukturierter Stauch-Endmoränenkomplex mit ausgeprägten, in historischen Waldrodungsperioden entstandenen Kerbtälern, dem dystrophen Kleinen und dem eutrophen Großen Tornowsee, naturnahen Laubmischwäldern und dem naturnahen Sophienfließ.“

Das im Unterlauf naturnahe Sophienfließ mit dem Naturdenkmal Wurzelfichte erschließt ein Fontanewanderweg.

## Geschichte
Die Geschichte des Angerdorfs wurde über Jahrhunderte von märkischen Adelsfamilien wie von Rutze (später Reutze genannt), von Itzenplitz und von Oppen geprägt. Im Jahr 1540 kam das Dorf in den Besitz derer von Pfuel. Ende des 18. Jahrhunderts trieb insbesondere die Pritzhagener Gutsherrin Helene Charlotte von Friedland die Entwicklung voran. 2001 wurde Pritzhagen in die Gemeinde Oberbarnim eingegliedert.

### Ersterwähnungen und Etymologie
Pritzhagen wurde, soweit bekannt, erstmals im Jahr 1300 als prouesthagen erwähnt. Das Landbuch Karls IV. führte den Ort 1375 als Probisthayn an. 1412 wurde er als Probsthagen und 1608 als Prizhagen verzeichnet. Laut Brandenburgischem Namenbuch wurde der Name von Probsthain, einem Ortsteil des sächsischen Belgern-Schildau, übertragen. Dieser Ort wurde wiederum 1201 als Provesteshagen genannt und war im Besitz des Klosters Lauterberg bei Halle (Saale), sodass der erste Namensbestandteil auf  Propst  zurückgeführt wird. Der Anhang -hagen wird mit Hag erklärt.
Der Ersteintag findet sich in einer Urkunde, die in den von Hermann Krabbo und Georg Winter bearbeiteten und 1955 neu herausgegebenen Regesten der Markgrafen von Brandenburg aus askanischem Hause enthalten ist. In dieser Urkunde vom 19. November 1300 bestätigte Markgraf Albrecht III. (Mitregent) dem Zisterzienserinnen-Kloster Friedland seinen Gesamtbesitz, darunter die beiden Tornowseen, aber nicht Pritzhagen selbst: […] item stagna apud prouesthagen iacencia, scilicet magnum Tornow et paruum Tornow; […]. 1704 gelangte auch Pritzhagen selbst an die „Herrschaft Friedland“, die dem 1540/46 säkularisierten Kloster folgte.

### Eintrag im Landbuch 1375 und Entwicklung der Einwohnerzahl

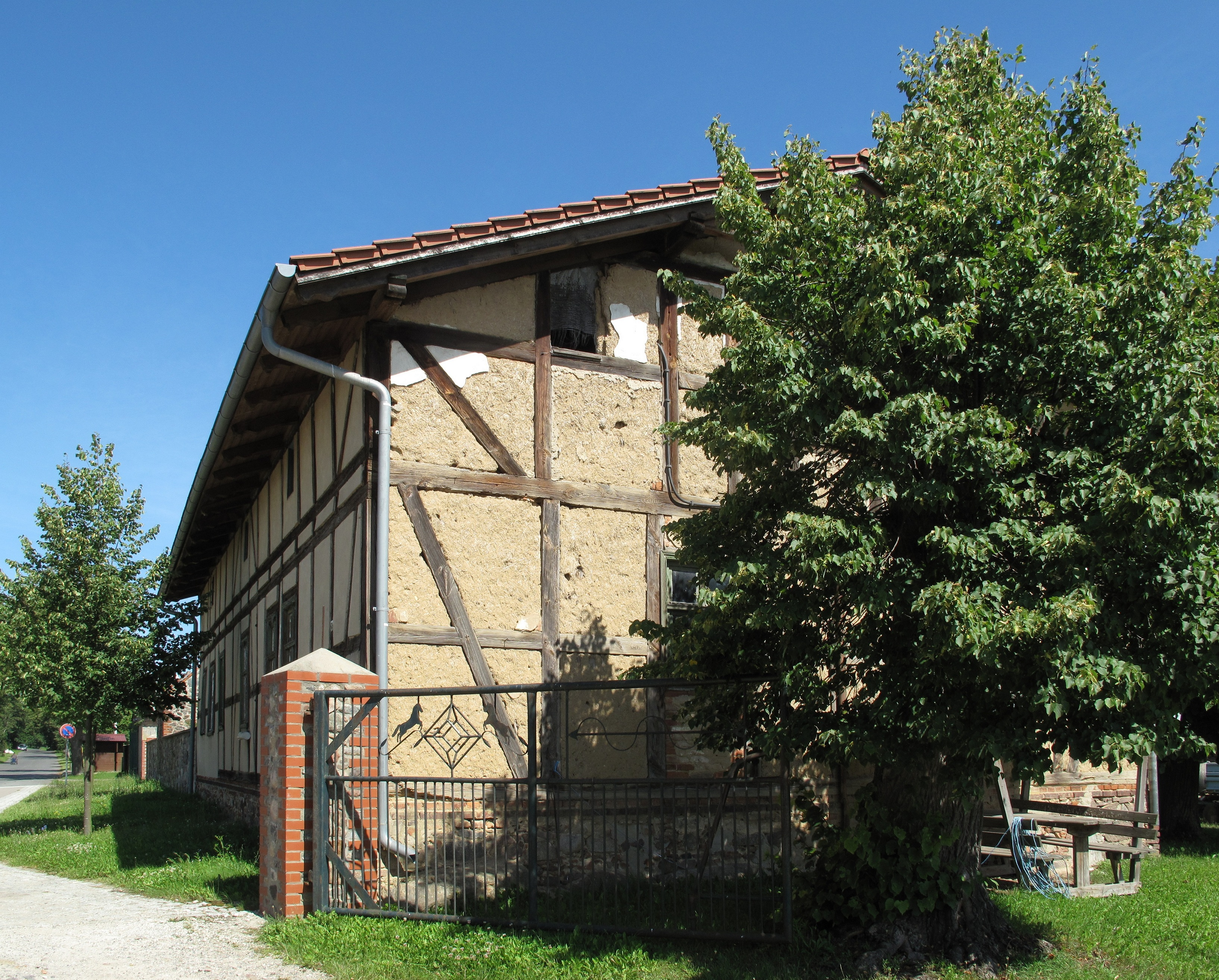
Älteres Wirtschaftsgebäude

Laut Landbuch Karls IV. war Pritzhagen 1375 mit 24 Hufen ausgestattet. Den lateinischen Eintrag im Landbuch gibt Rudolf Schmidt wie folgt wieder:

„Probisthagen hat 24 Hufen, davon hat der Pfarrer 2. Rutze hat 9 Hufen zu seinem Hof. Er ist zum Vasallendienste verpflichtet. Peter Rutze hat 5 Hufen. Er ist auch zum Vasallendienst verfplichtet. An Pacht und Zins giebt jede Hufe [die im Besitz der Bauern ist] 6 Sch. Weizen und Hafer. Zur Bede jede Hufe 3 Sch. und ½ Schock Weizen und Gerste, 1 Sch. Hafer. Von den 24 Kossäten giebt jeder 1 Scheffel Roggen und 1 Hufe. Der Krug giebt 10 Schillinge. Die Mühle giebt 10 Frusta. Die obere Gerichtsbarkeit und den Spanndienst haben die Rutze, die es vom Landvoigt des Markgrafen kauften.“

Angaben zu den Einwohnerzahlen liegen wie folgt vor:
| Jahr          | 1624 | 1801 | 1840 | 1875 | 1900 | 1910 | 1925 | 1946 | 2006 |
| Einwohnerzahl | 63   | 104  | 110  | 123  | 104  | 136  | 169  | 205  | 122  |

Im Jahr 2010 lag die Zahl bei knapp 100 Einwohnern.

### Hochmittelalter und frühe Neuzeit

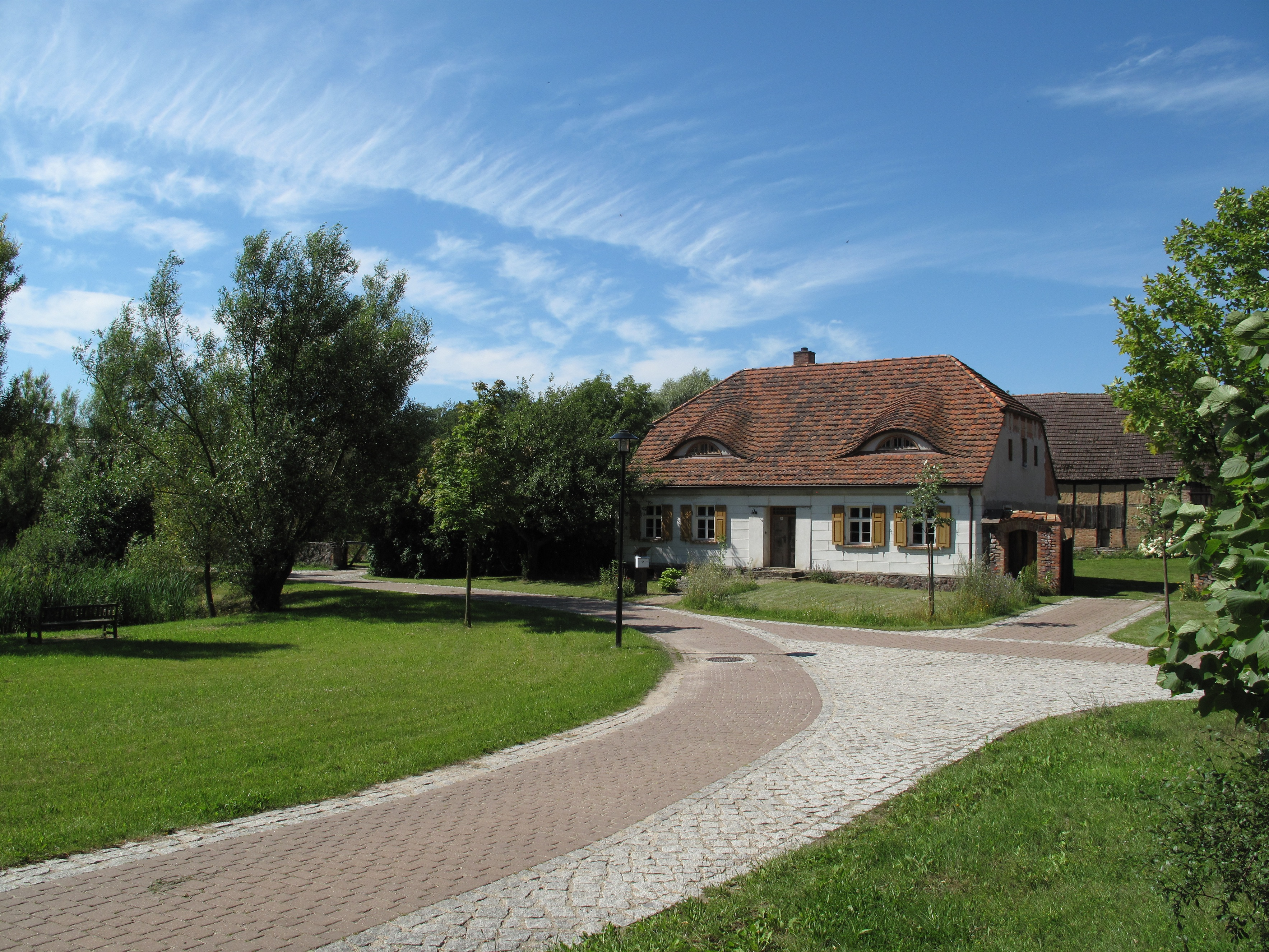
2004 sanierter Dorfanger

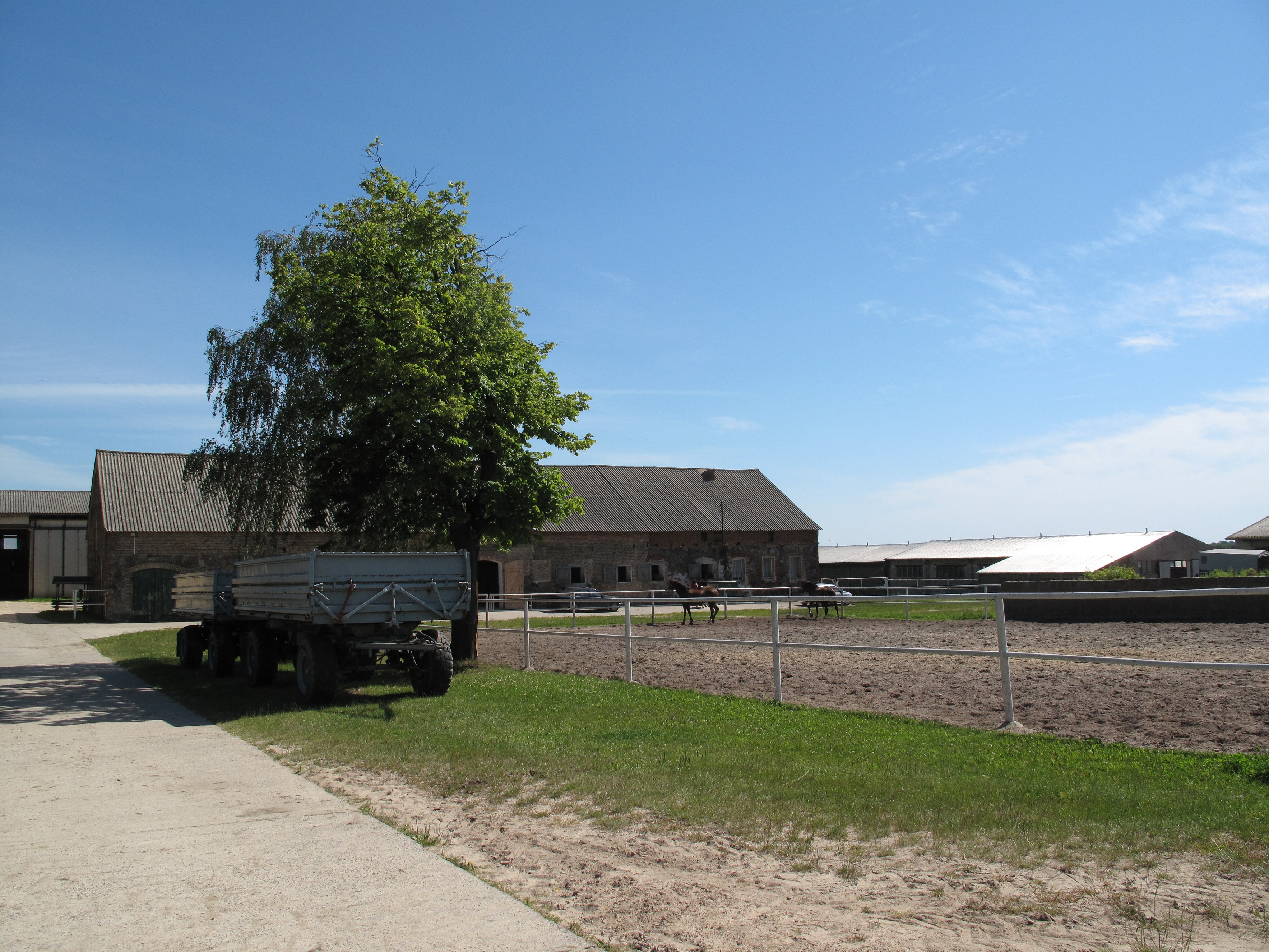
Gestüt Krugberghalle

Die beiden im Landbuch als Besitzer Pritzhagens erwähnten Rutzes (später Reutze) stammten aus einer altmärkischen Ritterfamilie, die vermutlich im Zuge der Deutschen Ostsiedlung aus sächsischen Gebieten auf den Barnim gekommen war. Der Barnim befand sich seit Ende des Teltow- und Magdeburger Krieges 1245 fest in der Hand der askanischen Markgrafen der 1156 von Albrecht dem Bären gegründeten Mark Brandenburg. Die Familie von Rutze, die gegen Ende des 18. Jahrhunderts ausstarb, besaß Pritzhagen bis 1704. 1450 besaßen die Rutzes 12 freie Hufen. 1450 gab es nur noch sechs Kossäten im Dorf, das wahrscheinlich in den Hussitenkriegen verwüstet worden war. 1487 wurde den Brüdern Tyle, Hans und Peter Rutze Pritzhagen mit allen Zinsen und Renten als Besitz bestätigt. Zu Beginn des 16. Jahrhunderts beteiligten sich Hans und Peter Rutze an Überfällen und Raubzügen. 1502 ließ Kurfürst Joachim I., der entschlossen und ohne Nachsicht gegen das sogenannte Raubrittertum vorging, Hans Rutze hinrichten; sein Bruder kam mit einer Unterwerfungserklärung und Geldstrafe frei. Nach dem Dreißigjährigen Krieg (1618–1648) lagen von 16 im Kriegsschädenprotokoll vermerkten Hufen 3 und von 7 Kossätenhöfen 2 wüst. Noch 1678 waren mehrere Felder, Höfe sowie der Krug als wüst verzeichnet.
Nach mehreren weiteren Eigentümern der Familie ging das Gut 1653 an Anthon Gideon von Reutz, den letzten Rutze, der sich mit großem Engagement bemühte, das Dorf und Gut wieder in Ordnung zu bringen. 1670 ließ von Reutz, der sehr wahrscheinlich auf Haus Tornow über dem Großen Tornowsee residierte, beispielsweise umfangreiche Meliorationsmaßnahmen im Bereich der Seen durchführen. Er initiierte den Hopfenanbau zwischen der Wolfsschlucht und dem Kleinen Tornowsee. Zudem wurde Wein und Tabak angebaut. Sein einziger Sohn Carl Friedrich starb bereits 1676, sodass Pritzhagen nach dem Tod Anthon Gideons 1704 an den Landesherren Friedrich I. fiel. Seine am 15. August 1682 geborene Tochter Sophie Eleonore heiratete ein Mitglied der altmärkischen Adelsfamilie von Barfus. Friedrich I. übereignete das Gut Pritzhagen noch 1704 für 7400 Taler an seinen Halbbruder Albrecht Friedrich von Brandenburg-Schwedt, der 1711 auch die Herrschaft Friedland übernahm; seit dieser Zeit verblieb Pritzhagen bis in das 20. Jahrhundert unter der Herrschaft Friedlands. Albrecht Friedrich, kurbrandenburgisch-preußischer Generalleutnant und Herrenmeister des Johanniterordens, und sein Sohn und Nachfolger Carl Albrecht von Brandenburg-Sonnenburg ließen das Dorf in Arrende (Pachtform) von sogenannten Arrendatoren verwalten. Die Zeit Pritzhagens als Arrendedorf währte bis 1788.

### Trennung von Gut und Gemeinde
1788 ging die Herrschaft Friedland und damit auch Pritzhagen an Helene Charlotte von Friedland, Tochter des preußischen Generalmajors Hans Sigismund von Lestwitz und der Catharina Charlotte von Tresckow. Mit ihrer Tatkraft, ihrem Organisations- und Erziehungstalent und mit ihrer Fähigkeit, Bauern zu Verwaltern, Förstern und Jägern heranzubilden, ging sie als „Frau von Friedland“ in die Geschichte ein. Die Traubeneichen-Hainbuchen-Winterlinden-Wälder auf den einst kahlen Hügeln im Pritzhagener Forst gehen auf ihre waldwirtschaftlichen Maßnahmen zurück. Unter ihrer Verwaltung erfolgte 1791 infolge der Bauernbefreiung die Separation zwischen Gut und Gemeinde. Für die Überlassung des Ackerlandes verpflichteten sich die Bauern zu genau festgelegten Diensten und Abgaben. In einem Rezess vom 24. April 1834 wurde die Dienstpflicht der Kossäten gegen eine Zahlung von je 125 Reichstalern an die Herrschaft aufgehoben. 1800 gab es im Dorf und Gut 6 Ganzkossäten, 1 Büdner, 6 Einlieger, Krug, Wassermühle, ein entfernt liegendes Forsthaus für 1100 Morgen Holz, 16 Feuerstellen (historisch statistische Bezeichnung für Wohnhaus) mit 104 Einwohnern sowie insgesamt 22 Hufen.
1803 vererbte Helene Charlotte von Friedland ihren gesamten Besitz (Kunersdorf, Friedland, Bollersdorf, Pritzhagen) an ihre Tochter Henriette Charlotte von Itzenplitz (1772–1848), die 1792 den Grafen Peter Alexander von Itzenplitz geheiratet hatte. 1848 übernahm Staatsminister Graf Heinrich August von Itzenplitz den Besitz und vererbte ihn an seine Tochter Gräfin Luise, seit 1867 mit Karl von Oppen verheiratet (Gräfin Luise von Oppen, 1839–1901). Zwischen 1883 und 1909 verwaltete Gräfin Charlotte von Itzenplitz, von 1867 bis 1916 Vorsitzende des Vaterländischen Frauenvereins und Kapitelsdame des Louisenordens, das Erbe Bollersdorf und Pritzhagen. 1908 verkaufte Luise ihre Besitzungen an ihren Neffen, den Rittmeister Wilhelm von Oppen, der 1912 in Tornow ein neues Herrenhaus errichten ließ. 1928 wurde das Gut mit der Gemeinde Pritzhagen vereinigt.

### Enteignung in der DDR-Zeit und Pritzhagen im 21. Jahrhundert
Im Zuge der Bodenreform ließ die Sowjetische Militäradministration in der Sowjetischen Besatzungszone (SBZ) 101 Hektar landwirtschaftlicher Nutzfläche enteignen und aufteilen. Nach der sogenannten „Kollektivierungsphase“ der DDR mit dem staatlich organisierten Zusammenschluss von privaten Betrieben zu genossenschaftlichen Großbetrieben wurde 1969 die Landwirtschaftliche Produktionsgenossenschaft (LPG) Bollersdorf mit der Feldbaubrigade Pritzhagen gegründet. Nach der Deutschen Wiedervereinigung 1990 wurde die LPG aufgelöst. Seit dem freiwilligen Zusammenschluss der bis dahin selbständigen Gemeinden Bollersdorf/Pritzhagen, Klosterdorf und Grunow zur Gemeinde Oberbarnim ist Pritzhagen Teil dieser Gemeinde. 2004 erfolgte eine umfassende Sanierung des Dorfangers mit dem Dorfteich und den einfassenden Feldsteinmauern wie auch der Feldsteineinfriedungen der Gehöfte in der Ortsmitte.

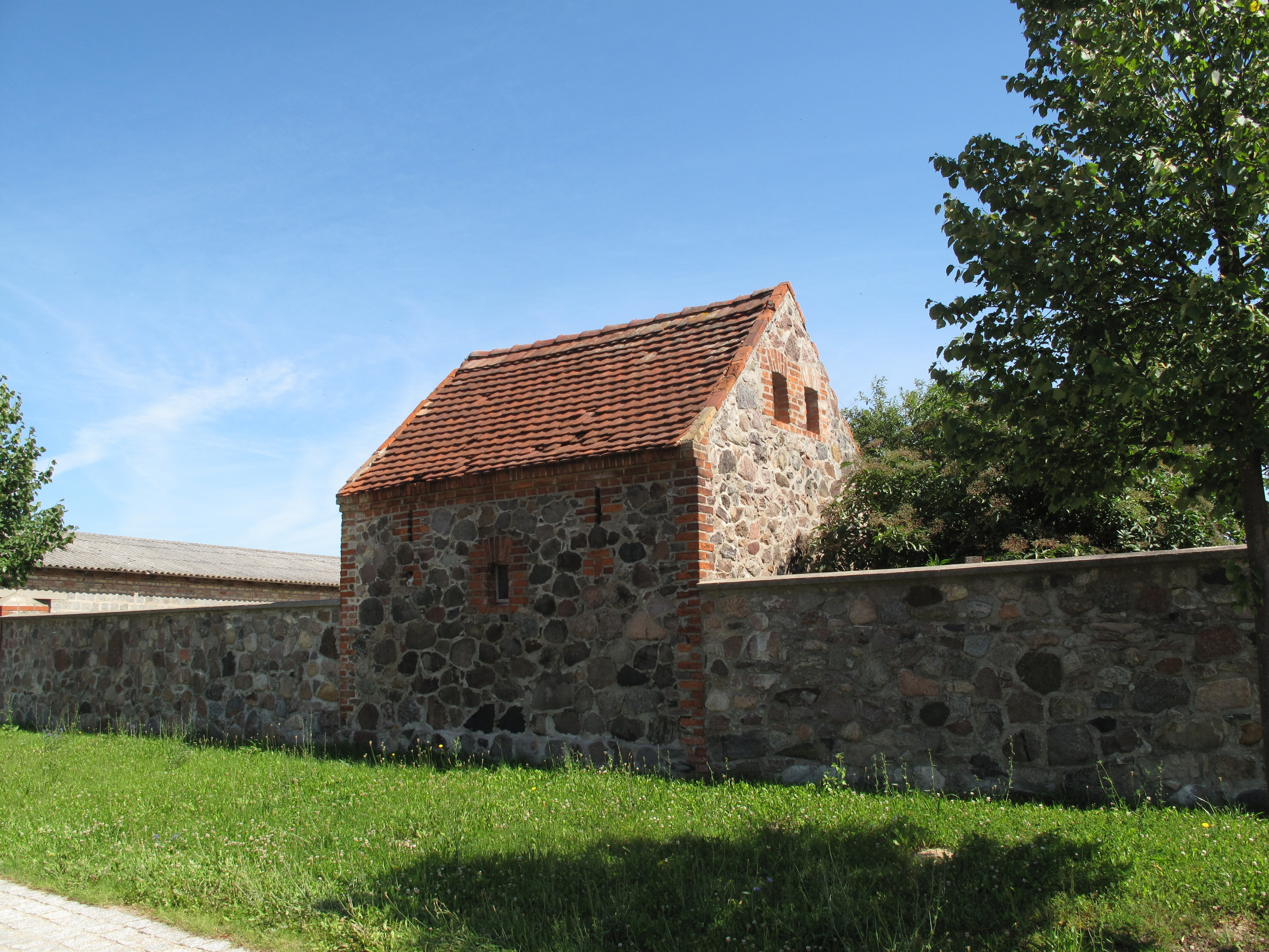
Feldsteineinfriedung am Dorfanger

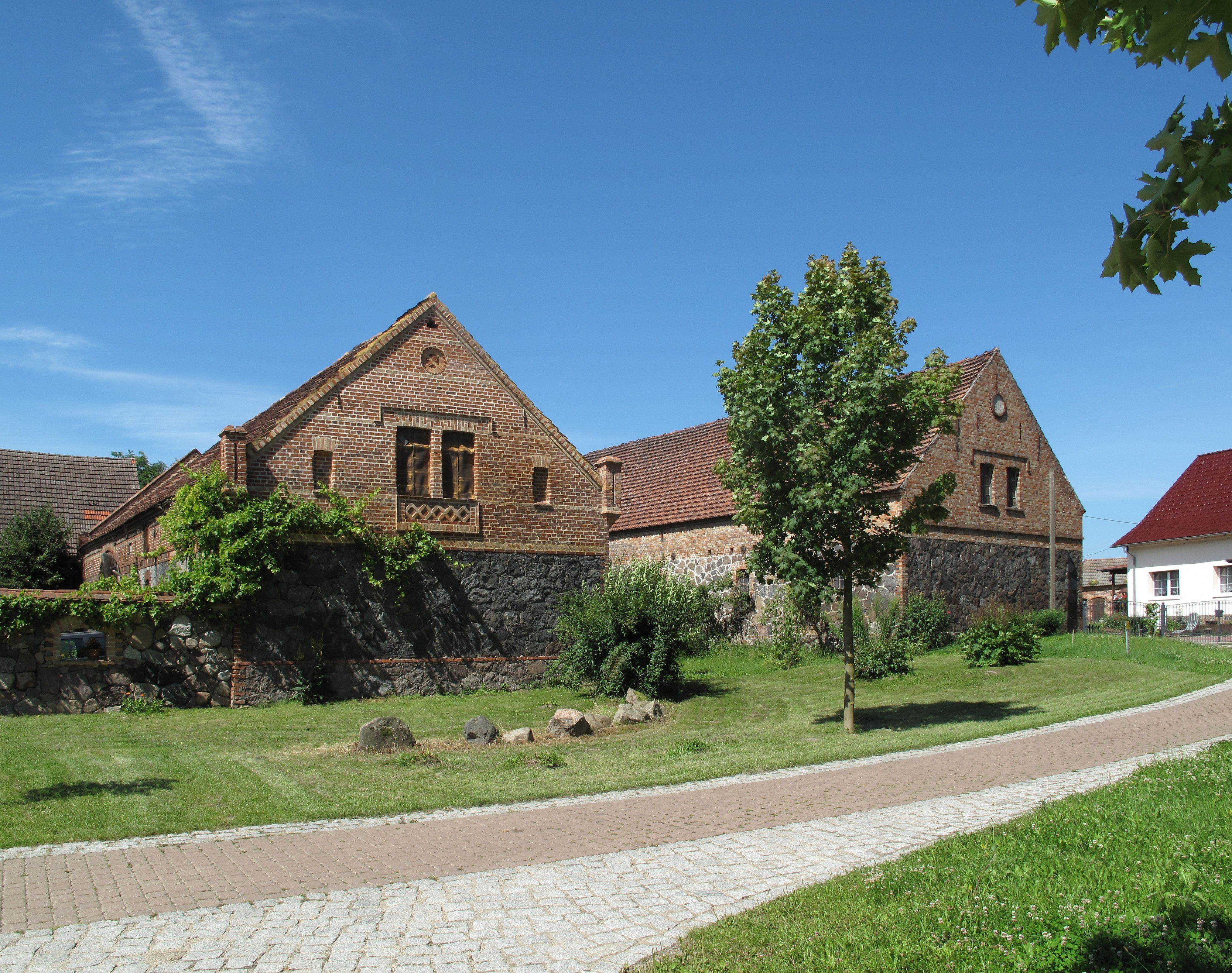
Teil der denkmalgeschützten Hofanlage

„Die Nutzung der schweren, durch den weiten Transport aus Skandinavien abgerundeten Feldsteine […] zur Einfriedung von Weiden, Hütungen und Siedlungen dürfte die ursprüngliche profane Nutzung des Gesteinsmaterials gewesen sein. Es wurde sortiert ohne Bindemittel zweiseitig zu einer natürlichen Trockenmauer aufgeschichtet, Zwischenräume mit kleinen Steinen ausgefüllt. Später wurden die Feldsteine aufgemauert, meist der Größe nach von Groß nach KLein. Die in Pritzhagen angewendete Bauweise der Feldsteinmauern spricht für eine Anlage im 18. Jahrhundert. Bemerkenswert sind die großen bäuerlichen Gebäude, die in bewährter Zwickelbauweise errichtet wurden. Die zwischen den aufgemauerten gespaltenen Feldsteinen entstandenen Hohlräume wurden mittels Gesteinssplittern ausgefüllt und so das Mauerwerk stabilisiert. Die Farbenvielfalt der Tiefengesteine Skandinaviens wurde als Außenschmuck bewusst eingesetzt.“

2007 erhielt Pritzhagen die Auszeichnung als „Naturparkgemeinde im Naturpark Märkische Schweiz“. 2008 wurde die Krugberghalle in einem seit dreißig Jahren bestehenden Gestüt und Pferdezuchtbetrieb eingeweiht.

## Baudenkmäler
Hauptartikel: Feldsteinkirche Pritzhagen
Die Feldsteinkirche am Dorfanger stammt aus dem 14./15. Jahrhundert. Der rechteckige, komplett verputzte Bau wurde im 18. Jahrhundert stark verändert und hat einen eingezogenen quadratischen Westturm, der 1841 als Ersatz für den hölzernen Turm geschaffen wurde. Die gemauerte und verputzte Altarmensa geht wahrscheinlich auf das 18. Jahrhundert, der hölzerne Altaraufsatz mit seitlichen Akanthuswangen auf die Jahre 1730/40 zurück. Links vom Altar befindet sich eine hölzerne Taufe, auch die Kanzel ist hölzern gefasst.
Während die – wie Fontane sie nannte – Itzenplitze überwiegend im Erbbegräbnis der Familie von Lestwitz-Itzenplitz in Kunersdorf bestattet sind, befindet sich die denkmalgeschützte Grabstätte von Charlotte Gräfin von Itzenplitz direkt an der südlichen Außenmauer der Pritzhagener Kirche. In der Lindenstraße 12 steht zudem eine Hofanlage, bestehend aus Wohnhaus, Stallgebäude und Scheune mitsamt der straßenseitigen Einfriedung unter Schutz.

## Gastronomie

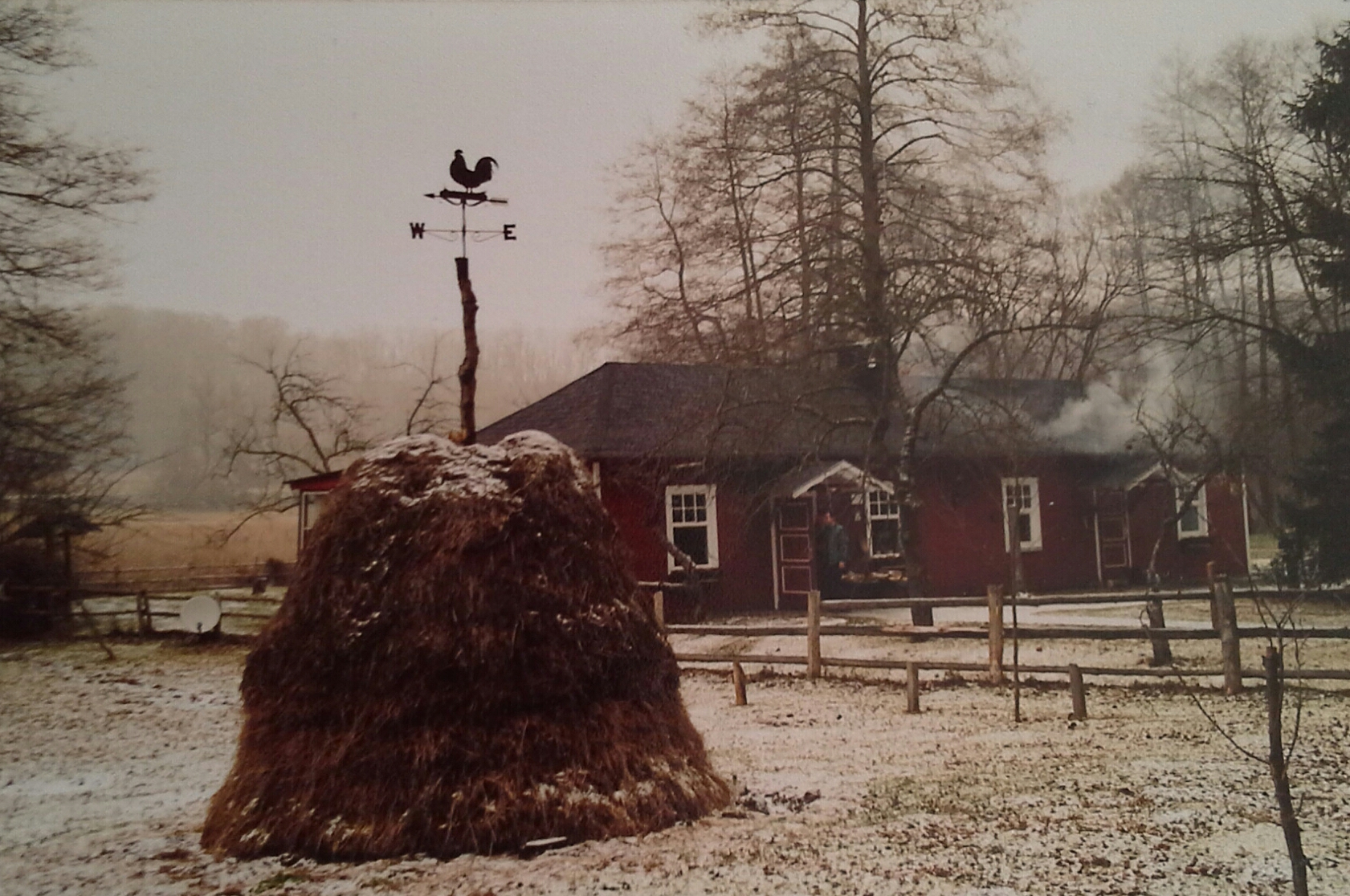
Gaststätte Pritzhagener Mühle an der Stobber im Winter.

Abseits der eigentlichen Ortschaft liegt an der Stobber die romantische Fischgaststätte Pritzhagener Mühle.